# امرلند
امرلند (به آلمانی: Ammerland) یک ناحیه در آلمان است که در نیدرزاکسن واقع شده‌است.

## خصوصیات
امرلند ۱۱۰٬۰۰۰ نفر جمعیت دارد.